# Kinsley, Kansas
Kinsley là một thành phố thuộc quận Edwards, tiểu bang Kansas, Hoa Kỳ. Năm 2010, dân số của xã này là 1457 người.

## Dân số
Dân số các năm:
- Năm 2000: 1658 người
- Năm 2010: 1457 người